# NEVER SAY NEVER (THREE LIGHTS DOWN KINGSの曲)
「NEVER SAY NEVER」（ネヴァー・セイ・ネヴァー）は、THREE LIGHTS DOWN KINGSの楽曲。バンドのファーストメジャーシングルとして2015年2月11日にソニー・ミュージックアソシエイテッドレコーズから発売された。

## 概要
表題曲「NEVER SAY NEVER」は、『デュラララ!!×2 承』のエンディングテーマ曲として使用された。
CDジャーナルは、「何よりスッキリとした聴後感が痛快。」と評価している。

## 収録
1. NEVER SAY NEVER
作詞 - Glielmo Ko-ichi / 作曲 -  Glielmo Ko-ichi、u-ya / 編曲 - THREE LIGHTS DOWN KINGS
2. JUMP(VAN HALEN cover)
3. THREE LIGHTS DOWN KINGS Non Stop Mix by DJ和